# Seanchaí
Un seanchaí ([ˈʃan̪ˠəxiː] o [ʃan̪ˠəˈxiː] - plural: seanchaithe [ˈʃan̪ˠəxɪhɪ]) és un contador o narrador d'històries tradicionals irlandeses. Shanachie es troba sovint com a pronunciació en anglès de la paraula irlandesa.
La paraula seanchaí, que s'escrivia seanchaidhe (plural seanchaidhthe) abans de la reforma ortogràfica del gaèlic irlandès de 1948, significava portador de l'"antiga tradició" (seanchas). En l'antiga cultura cèltica la història i les lleis del poble no eren pas escrites sinó momoritzades en llargs poemes èpics que eren recitats pels bards (filí), en una tradició compartida pels seanchaithe.

## L'art tradicional
Els seanchaithe eren serfs dels caps de la tribu i guardaven informació important per a llur clan, on eren força respectats.
Els  seanchaithe feien ús d'una sèrie de convencions narratives, estils de llenguatge i gestos que eren propis de la tradició folklòrica irlandesa i els caracteritzen com a practicants del seu art. Fins i tot els contes procedents de fonts literàries van trobar el seu camí en els repertoris dels seanchaithe, una característica tradicional del seu art va ser la forma en què es va aprovar un gran corpus de contes d'un recitador a un altre sense haver estat escrit.
A causa del seu rol com a custodis de la tradició oral oral nadiua, els seanchaithe eren àmpliament reconeguts, encara que informalment, com a hereus de la funció dels filí de la Irlanda precristiana.
Tanmateix alguns seanchaithe no formaven part d'un clan sinó que eren itinerants, viatjaven d'una comunitat a una altra oferint les seves habilitats a canvi de menjar i refugi temporal. Altres eren membres de comunitats assentades i podien ser anomenats "contadors d'històries de la vila" que narraven llurs històries i contes a cerimònies i esdeveniments comunitaris de manera semblant als serfs Seanchaithe.
El paper distintiu i l'artesania dels seanchaí és particularment associada a la Gaeltacht (zones d'Irlanda de parla gaèlica), tot i que els narradors reconeixibles com a seanchaithe també es poden trobar a les àrees rurals de la zona de parla anglesa d'Irlanda. En les seves narracions mostren modismes arcaics de l'hiberno-anglès i un vocabulari diferent de l'estil de conversa ordinària.

## Temps moderns
Membres del renaixement cèltic com Padraic Colum van prendre un gran interès en l'art dels seanchaí, i a través d'ells van aprendre històries que van escriure, publicar i distribuir a una audiència global.
A esdeveniments com el festival de màscares de New Inn (Galway), i el Fleadh Cheoil panirlandès narradors que preserven les històries i l'estil narratiu dels seanchaithe continuen mostrant llur art i competint pels premis. Eddie Lenihan és un notable seanchaí modern, resident al comtat de Clare, Irlanda.

## Altres usos del terme
El terme també es troba en gaèlic escocès i en manx on es pronuncia seanchaidh pronunciació irlandesa: [ˈʃɛnaxɪ] i shennaghee pronunciació irlandesa: [ˈʃɛnaxiː] respectivament. En última instància tots els usos tenen les arrels en la poesia tradicional relacionats amb les possessions de l'antiga noblesa gaèlica d'Irlanda. A Escòcia és sovint anglitzada com a shen(n)achie.